# Ład przestrzenny
Ład przestrzenny – sposób ukształtowania przestrzeni, który tworzy harmonijną całość.
Ład przestrzenny uwzględnia w uporządkowanych relacjach uwarunkowania i wymagania:
- funkcjonalne,
- społeczno-gospodarcze,
- środowiskowe,
- kulturowe,
- kompozycyjno-estetyczne.

Ład przestrzenny to główny cel zagospodarowania przestrzennego na wszystkich poziomach planowania: krajowym, regionalnym, lokalnym i funkcjonalnym. W zagospodarowaniu przestrzennym ład przestrzenny oznacza uporządkowanie i harmonię pomiędzy różnymi elementami składowymi przestrzeni i funkcjami struktury przestrzennej, stanowiąc kryterium oceny jakości zmian zagospodarowania w odniesieniu do sprawności procesów społeczno-gospodarczych i jakości życia.

## Czynniki ładu przestrzennego
- odpowiednie rozmieszczenie przestrzenne funkcji (właściwe funkcje w optymalnych miejscach)
- odpowiednie sąsiedztwo funkcji (bezkonfliktowe i dające najwięcej korzyści)
- odpowiednia struktura pionowa (zachowanie proporcji wysokości, występowanie dominanty)
- odpowiednia struktura pozioma (harmonijna struktura użytkowania i władania, odpowiedni kształt i wielkość działek, rozłogu, pól siewnych, gospodarstwa wiejskiego, odpowiednie oddalenie od podmiotów gospodarczych)

## Kryteria ładu przestrzennego[3]
Ład przestrzenny powinien się charakteryzować przede wszystkim następującymi kryteriami:
- logiką przestrzenną, rozumianą jako funkcjonalne rozmieszczenie elementów zagospodarowania przestrzennego, które w szczególności uwzględnia ich wzajemne relacje, współwystępowanie oraz powiązania, w tym funkcje przyciągające się oraz odpychające się w przestrzeni
- optymalizacją przepływów i przemieszczeń ludności, rozumianej jako eliminację nadmiernego zaangażowania transportu oraz nadmiernych przejazdów w obszarze danego regionu
- przestrzenną czytelnością form zagospodarowania przestrzennego i zabudowy, rozumianej jako dostosowanie odpowiedniej formy budowli z funkcją jaką pełni ona w przestrzeni społecznej (np. szkoły, banki, kościoły, urzędy)
- zachowaniem walorów środowiska przyrodniczego i kulturowego oraz zagospodarowaniem umożliwiającym utrzymanie równowagi ekologicznej, rozumiane jako zastosowanie układu terenów otwartych, czynnych biologicznie oraz terenów zieleni w przestrzeniach miejskich

## Funkcje[4]
W polskim systemie planowania przestrzennego można wyróżnić akty planowania ogólnego i akty planowania specjalistycznego. Akty planowania ogólnego to:
- na poziomie lokalnym: studium uwarunkowań I kierunków zagospodarowania przestrzennego gminy oraz miejscowy plan zagospodarowania przestrzennego,
- na poziomie regionalnym: plan zagospodarowania przestrzennego województwa,
- na poziomie krajowym: koncepcja przestrzennego zagospodarowania kraju.

Akty specjalistycznego planowania przestrzennego to:
- na poziomie lokalnym i ponadlokalnym: koncepcje i programy odnoszące się do obszarów o specjalnym statusie, (np. plan zagospodarowania na gruntach wokół zakładu przemysłowego; plan ochrony parku narodowego, parku krajobrazowego lub rezerwatu; plan urządzania lasu; opracowanie ekofizjograficzne itp.),
- na poziomie województwa: koncepcje i programy odnoszące się do obszarów i problemów zagospodarowania przestrzennego w województwie, (np. studia i koncepcje rozwoju przestrzennego obszarów metropolitalnych),
- na poziomie kraju: programy zawierające zadania rządowe służące realizacji inwestycji celu publicznego o znaczeniu krajowym (np. koncepcje i plany rozwoju infrastruktury – dróg, kolei, rurociągów).

Na tak ukształtowaną siatkę aktów planowania nakładają się różnego rodzaju akty planistyczne o charakterze nieformalnych analiz i studiów, bądź poprzedzających planowanie ogólne i specjalistyczne na każdym poziomie planowania, bądź też stanowiące samodzielne akty planistyczne o charakterze informacyjnym. Do tych aktów należą m.in. studia i analizy sporządzane na szczeblu powiatu oraz oceny zmian zagospodarowania przestrzennego gminy. W niektórych województwach prowadzony jest monitoring zagospodarowania przestrzennego i sporządzane są raporty na temat jego stanu.
Fundamentem, na którym budowany jest system aktów planowania przestrzennego w Polsce, jest miejscowy plan zagospodarowania przestrzennego. Jego znaczenie bierze się m.in. stąd, że wiąże on powszechnie. Na jego podstawie mogą być wydawane decyzje zezwalające na realizację konkretnych obiektów budowlanych. To zaś oznacza, że inne akty planowania, choć wpływają na treść planu miejscowego, aby wiązać, muszą być do niego przetransponowane.
Można uznać, że planowania przestrzenne na szczeblu krajowym ma głównie funkcję analityczną i informacyjną, lecz w niewielkim stopniu koordynacyjną. Na szczeblu regionalnym wzrasta znaczenie funkcji koordynacyjnych, przy utrzymaniu funkcji informacyjnych. Dokumentacja analityczna zgromadzona w trakcie prac nad planami zagospodarowania przestrzennego województwa jest głównym źródłem informacji o regionie. W skali lokalnej studium uwarunkowań i kierunków zagospodarowania przestrzennego spełnia liczne funkcje: analityczną, koordynacyjną, i informacyjną. Miejscowe plany zagospodarowania przestrzennego mają funkcję wyłącznie decyzyjną.